# جوب هيلي
جوب هيلي (بالهولندية: Joop Hiele) ، من مواليد 25 ديسمبر 1958 ، لاعب كرة قدم هولندي سابق.
لعب مع منتخب هولندا لكرة القدم.

## روابط خارجية
- جوب هيلي على موقع الاتحاد الدولي (مؤرشف)  (الإنجليزية)
- جوب هيلي على موقع قاعدة بيانات كرة القدم.إي يو (الإنجليزية)
- جوب هيلي على موقع ناشيونال فوتبول تيمز (الإنجليزية)
- جوب هيلي على موقع كووورة